# Boeing Business Jet
Boeing Business Jet — серия самолётов Boeing, являющихся вариантами пассажирских авиалайнеров, предназначенных для использования в качестве бизнес-джета. Boeing Business Jet вмещают от 25 до 50 пассажиров в особо комфортных условиях. В самолёте могут быть организованы спальня, ванная комната или душевая, конференц-зал/столовая и гостиная. Boeing Business Jet является совместным предприятием с General Electric с равными долями участия.
Первоначально в серию входили только самолёты Boeing 737. Однако сейчас в комплектации BBJ выпускаются Boeing 777, Boeing 787 и Boeing 747-8 Intercontinental.

## Общее описание
Boeing BBJ — это, как правило, модель 737 со значительно перекомпонованным салоном. BBJ1 строился на основе 737-700 с некоторыми элементами модели 737—800. BBJ2 и BBJ3 строятся на базе 737-800 и 737-900ER соответственно.
Отличия от обычного Boeing 737:
- Винглеты, повышающие топливную экономичность на 5-7 %, в стандартной комплектации (на обычных Boeing 737 они являются дополнительным оборудованием)
- Дополнительные топливные баки
- Сертификация по ETOPS-180

## Конкуренты
Похожая программа есть у главного конкурента Boeing — Airbus. Дочерняя компания Airbus Executive and Private Aviation занимается переоборудованием пассажирских моделей в бизнес-джеты. Отделение предлагает все модели Airbus (кроме A321) в исполнении ACJ или Elite. В секторе небольших самолётов с Boeing BBJ конкурируют Embraer Lineage, Bombardier Global Express, Gulfstream G550 и G650.